# The Flying Eyes
The Flying Eyes sind eine US-amerikanische Psychedelic-Rock-Band aus Baltimore, Maryland, die im Jahr 2007 gegründet wurde.

## Geschichte
Die Band wurde im Jahr 2007 gegründet und bestand aus dem 18-jährigen Sänger William Kelly, sowie den 19-jährigen Adam Bufano (E-Gitarre, Orgel), Mclean Hewitt (Bass) und Elias Schutzman (Schlagzeug). Ende 2008 folgte The Flying Eyes EP, ehe sich im Jahr 2009 mit Winter die nächste EP anschloss. Daraufhin wurde das deutsche Label World in Sound auf die Gruppe aufmerksam und nahm diese unter Vertrag. 2009 erschienen hierüber die beiden EPs in Form eines selbstbetitelten Debütalbums. Es folgten internationale Tournee, ehe im Jahr 2011 das zweite Album Done So Wrong folgte. Nach einem Wechsel zu Noisolution, erschien hierüber im Jahr 2013 das Album Lowlands.

## Stil
Laut laut.de spiele die Band eine Mischung aus Jefferson Airplane, The Beatles, Iron Butterfly und Cream. Der Gesang erinnere an Jim Morrison. Die Musik sei dabei an der aus dem Ende der 1960er Jahre orientiert. Laut Frank Thiessies vom Metal Hammer spiele die Band auf Lowlands, mit knarzendem, mit Fuzz veränderte Gitarre und einem Gesang, der eine Mischung aus Jim Morrison und John Garcia sei. Die Band spiele Rockmusik, die von den späten 1960er Jahren inspiriert sei, wobei Einflüsse von Bands wie den frühen Black Sabbath, The Doors und The Animals hörbar seien.

## Diskografie
- 2008: The Flying Eyes EP (EP, Eigenveröffentlichung)
- 2009: Winter (EP, Eigenveröffentlichung)
- 2009: The Flying Eyes (Album, World in Sound)
- 2011: Done So Wrong (Album, World in Sound)
- 2013: Lowlands (Album, Noisolution)
- 2017: Burning of the Season (Album, Ripple Music)